# Nesciothemis pujoli
Nesciothemis pujoli är en trollsländeart som beskrevs av Elliot C.G. Pinhey 1971. Nesciothemis pujoli ingår i släktet Nesciothemis och familjen segeltrollsländor. IUCN kategoriserar arten globalt som livskraftig. Inga underarter finns listade i Catalogue of Life.